# Cristina Spara
María Cristina Spara (ca. 1950) es una atleta, baloncestista y esgrimista argentina que ganó la medalla de bronce en baloncesto en silla de ruedas en los Juegos Paralímpicos de Toronto 1976 y una dirigente deportiva, que entre otros cargos ha sido elegida presidenta de la Federación Argentina de Deportes en Silla de Ruedas (FADESIR) y secretaria del Comité Paralímpico Argentino (COPAR).
Por sus logros deportivos fue reconocida en Argentina como Maestra del Deporte Argentino (Ley 25962).

## Carrera deportiva

### Juegos Paralímpicos de Toronto 1976
Cristina Spara compitió en dos eventos de atletismo y uno de baloncesto en silla de ruedas en los Juegos Paralímpicos de Toronto 1976, ganando una medalla de bronce (básquetbol en silla de ruedas). En la prueba de 60 m llanos finalizó 17.ª sobre 20 competidoras, y en la prueba de precisión en el lanzamiento de jabalina finalizó 25ª sobre 40 competidoras.

#### Bronce en baloncesto femenino
Cristina Spara integró el equipo de básquetbol femenino que ganó la medalla de bronce en los Juegos Paralímpicos Toronto 1976. El equipo estuvo integrado por Susana Bainer, Elsa Beltrán, Cristina Benedetti, Eugenia García, Graciela Gazzola, Susana Masciotra, Susana Momeso, Marcela Rizzotto, Yolanda Rosa, Cristina Spara y Silvia Tedesco.
Participaron cinco países: Argentina, Canadá, Estados Unidos, Israel y República Federal Alemana que jugaron todos contra todos. Argentina perdió con Israel 16-56 (medalla de oro) y perdió 15-32 con la República Federal Alemana (medalla de plata), y venció a Estados Unidos (34-13) y Canadá (27-23), clasificando tercera y obteniendo así la medalla de bronce.
| Baloncesto Mujeres | Baloncesto Mujeres | Baloncesto Mujeres |
|                    | País               |                    |
| ------------------ | ------------------ | ------------------ |
| 1                  | Israel             |                    |
| 2                  | Alemania (RFA)     |                    |
| 3                  | Argentina          |                    |
| Fuente: IPC.       |                    |                    |